# شورية (نبات)
الشورية (الاسم العلمي: Shorea) هي جنس من النباتات تتبع فصيلة مجنحية الثمر من رتبة الخبازيات.

## أنواع نبات الشورية
- شورية أسامية
- شورية منجلية
- شورية روكسبورية
- شورية شرافية
- شورية قاسية
- شورية نجمية